# Вільярроя-де-лос-Пінарес
Вільярроя-де-лос-Пінарес (ісп. Villarroya de los Pinares) — муніципалітет в Іспанії, у складі автономної спільноти Арагон, у провінції Теруель. Населення — 177 осіб (2010).
Муніципалітет розташований на відстані близько 260 км на схід від Мадрида, 42 км на північний схід від міста Теруель.

## Демографія
Динаміка населення (INE ):

## Галерея зображень

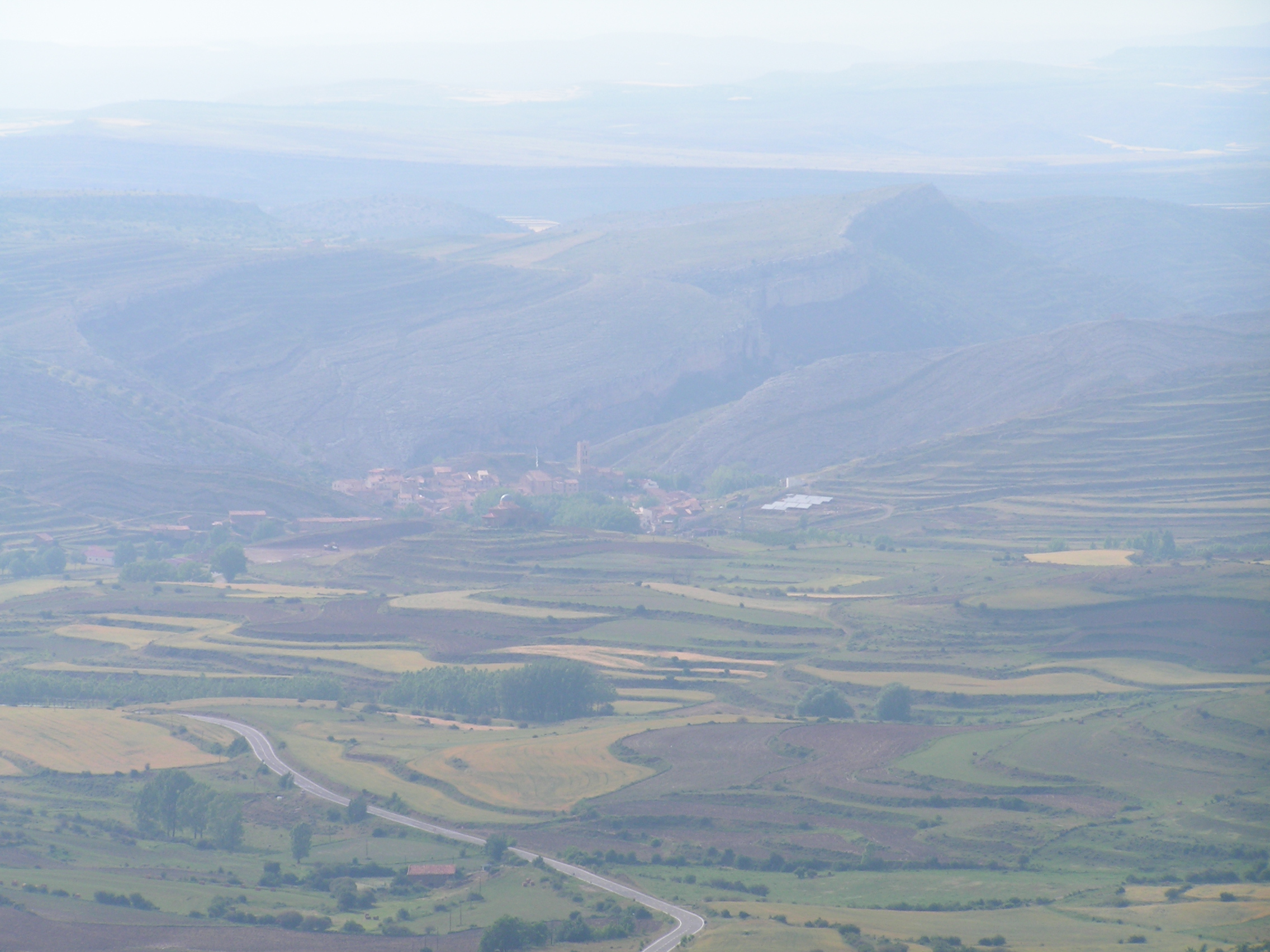
Вільярроя-де-лос-Пінарес